# Marian Błazinski
Marian Błazinski, dawniej Marcin Błaziński (ur. 6 maja 1988) – polski lekkoatleta, długodystansowiec. Od 1 października 2011 reprezentuje Niemcy.
Mistrz Polski seniorów w biegu przełajowym na dystansie około 4 kilometrów (Olszyna 2009).
Ukończone maratony:
- Frankfurt-Marathon – 2:18:49 (30 października 2011)
- Düsseldorf-Marathon – 2:17:19 (29 kwietnia 2012)
- Maraton Warszawski – 2:15:34 (30 września 2012)
- Düsseldorf-Marathon – 2:14:45 (28 kwietnia 2013)

## Rekordy życiowe
- Bieg na 10 000 metrów – 29:16,47 (2009)
- Bieg na 15 kilometrów – 47:16 (2011)